# Nopți sacre în Islam
În Islam, o noapte sacră primește numele zilei care îi precede și reprezintă timpul care se scurge de la rugăciunea de prânz (dhuhr) a zilei precedente până a doua zi, dis de dimineață (fajr). Singurele nopți care fac excepție de la această regulă sunt noaptea de Arafa și cele trei nopți Qurban (Eid el-Adha) - ele primesc numele zilei care tocmai a trecut.În general, în nopțile sacre, musulmanii își dedică timpul citirii Coranului, fac rugăciuni suplimentare sau acte de caritate.
Tradițional, cele zece tipuri de nopți sacre sunt:
1. Laylat Qadr (Noaptea Puterii)
2. Laylat Arafa
3. Noaptea de Eid el-Fitr
4. Noptile Qurban
5. Laylat Mawlid
6. Noaptea de Barat
7. Noaptea de Mi’raj
8. Noaptea Raghaib
9. Noaptea Muharram
10. Noaptea Ashura.